# Журавлёв, Николай Иванович
Николай Иванович Журавлёв (8 мая 1934 — 3 июля 2004, Рига) — советский и латвийский шахматист, шахматный журналист и писатель, мастер ФИДЕ.
Старший брат международного мастера В. И. Журавлёва.
Выпускник Лиепайского педагогического института и факультета журналистики МГУ.
Член редколлегии и корреспондент журнала «Шахматы» («Šahs») / «Балтийские шахматы» (1967—1995 гг.).
Автор ряда популярных шахматных книг.
- Latvijas šahistu jaunrade. — Riga: Avots, 1981. (Творчество латвийских шахматистов; в соавт. с И. Дулбергсом и Г. Кузьмичевым).
- Soli pa solim: šaha spēles mācību grāmata iesācējiem. — Riga: Avots, 1981. (Шаг за шагом: Учебник шахматной игры).
- Шаг за шагом: [Об основах шахматной игры] / Пер. с латыш. — М.: ФиС, 1986. — 256 с.
- В стране шахматных чудес. — М.: АО «Междунар. кн.», 1991. — 126 с. — ISBN 5-85125-002-X. Переиздание: В стране шахматных чудес. — М.: Russian Chess House, 2010. — 124 с. — ISBN 978-5-94693-142-7.
- Шахматы для всей семьи: умный подарок. — М.: Russian Chess House, 2010. — 124 с.

Многократный участник чемпионатов Латвийской ССР и Латвии (лучшие результаты — дележи 6-го места в 1959 и 1977 гг.). Чемпион Лиепаи 1960, 1961, 1963 и 1965 гг. Серебряный призер чемпионата Риги 1968 г., бронзовый призер чемпионата Риги 1969 г.
Участник чемпионата мира среди ветеранов 2000 г.
Добился значительных успехов в игре по переписке. Двукратный чемпион Латвийской ССР (1967—1969 и 1975—1977 гг.). В составе сборной Латвийской ССР бронзовый призер 5-го командного чемпионата СССР по переписке (1975—1978 гг.; 8 из 12 на 1-й доске).